# Restavriranje
Restavriranje tudi restavrácija (latin. restauratio; obnova, vzpostavitev) je postopek, s katerim se nekaj prenovi ali preuredi.
- Restavriranje je predvsem obnavljanje, obnovitev, zlasti starih ali poškodovanih umetnin.

Lahko pa pomeni tudi:
- V umetniškem slogu renesanse so npr. restavrirali antično umetnost; to je, da so se umetniki ponovno vrnili k antični umetnosti.
- Restavrácija pa je lahko tudi vzpostavitev družbene ureditve ali oblasti, ki jo je strmoglavila revolucija (npr. doba v Franciji med 1814 do 1830 ko so se na oblast vrnili Burboni).

Poznamo več postopkov restavriranja:
Preiskava: je uvodno delo  s katerim opredelimo dokumentirani pomen predmeta, določimo originalno strukturo in material.
Preventivna zaščita: je sistematična obdelava predmetov s katero oblikujemo naprimernejšo okolje za njihov obstoj ( uravnavanje klimatskih in drugih dejavnikov).
Konzerviranje: je postopek zaščite materiala, da upočasnimo ali ustavimo njegovo propadanje.
Dezinfikacija: uničenje zajedalcev
Dubliranje: postopek podlepljena slik z dodatnim platnom